# 投4線
投4線 頂茄荖－新庄，是位於南投縣的一條鄉道，起點位於南投縣草屯鎮頂茄荖，東至南投縣草屯鎮新庄，全長3.918公里。路線成「ㄈ」字型，為石川里居民主要聯絡道路。1966年此路首次列入鄉道系統，並保持相同編號與路線至今。
本線為1931年（昭和6年）新建之農村保甲路，路寬一丈（日治時代單位，折合公制約3.3公尺），1981年時路寬僅剩約3公尺，後來位於茄荖里長約458公尺路段拓寬為6米寬，其他路段位於石川里約3500公尺路段拓寬為8至10米不等。其中位於石川里工程於1983年12月完工。

## 路線說明
南投縣
- 草屯鎮：頂茄老0.0k（起點，台14線岔路）→ 芬草路 → 茄石橋0.4k → 石川路左轉 → 下埔子0.9k → 石頭埔1.6k左轉 →（台63線岔路）→過溪子 → （台14線岔路）→ 新庄3.918k（終點，史館路口。投9線岔路）

## 交會公路
- 國道3號
- 台14線
- 台63線
- 投9線

## 沿線地標
- 燉倫堂
- 石頭埔公園

目前有遺留里程碑，位於0.5k、1k、2k、3k共四座，均位於里程牌旁。

## 外部連結
- 呈現ㄈ字型的投4線（蛋頭的奇想世界） （页面存档备份，存于）